# 查鲁亚人

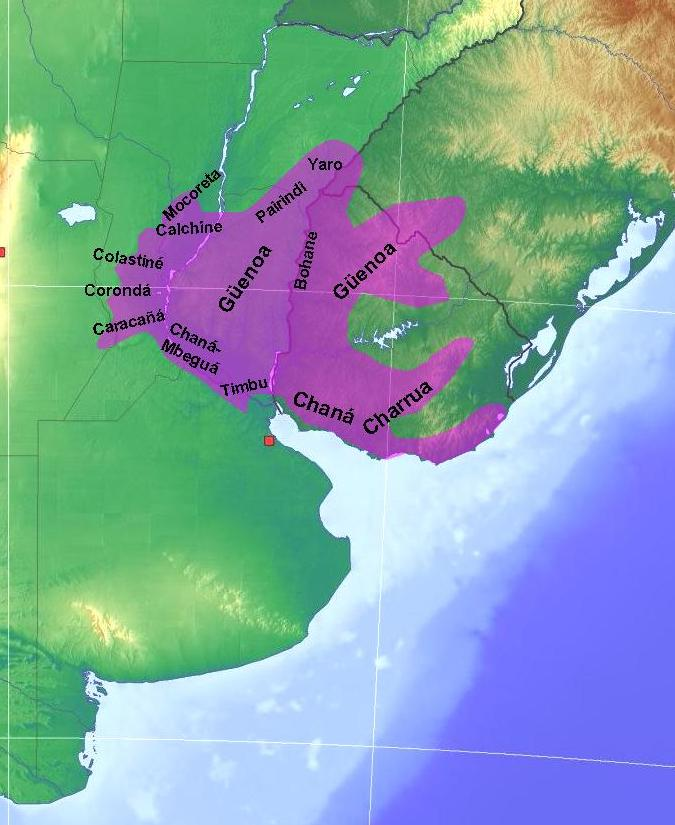
查鲁亚居住地

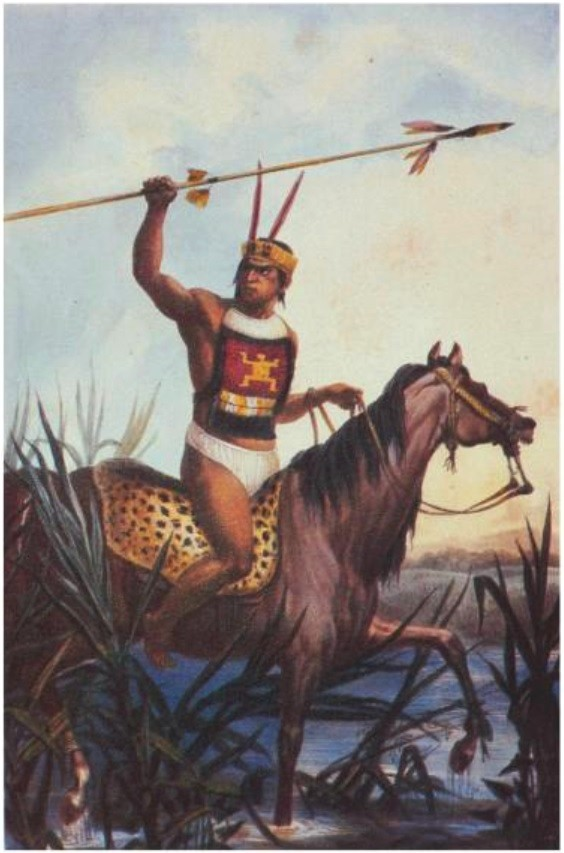
查鲁亚战士

查鲁亚人是生活在现代乌拉圭区域的美洲原住民，也分布在邻近地区阿根廷（恩特雷里奥斯）和巴西（南里奥格兰德州）。据信4000年前查鲁亚人便南下移居此地。 他们是半游牧民族和采集者，随着自然环境不断变迁居住地。所以他们被称为季节游牧民族。

## 历史

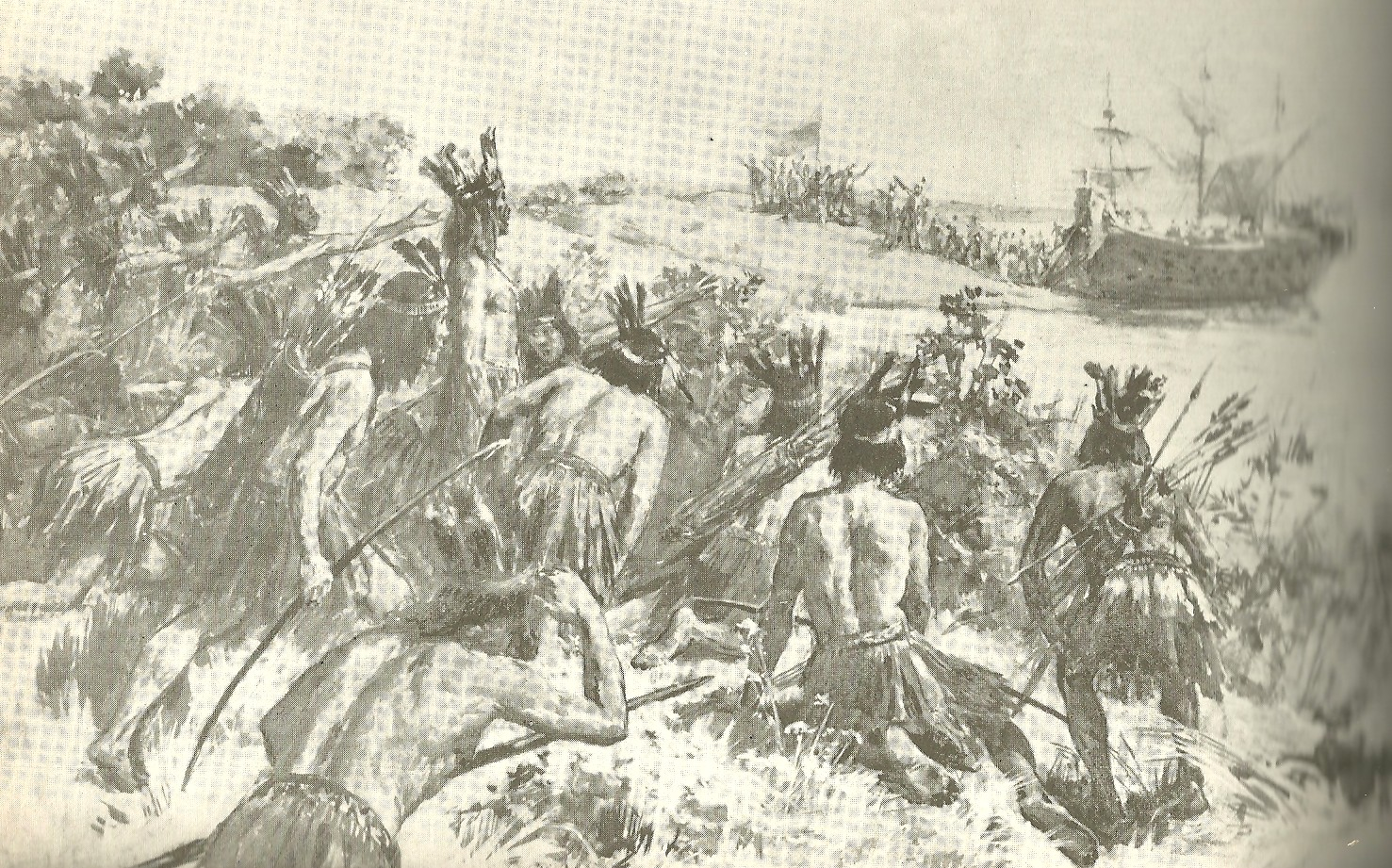
与殖民者作战

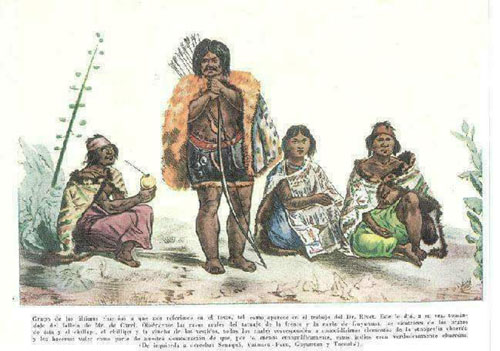
最后一个查鲁亚人, 1833.

查鲁亚人接触西班牙殖民者之前的历史至今成谜，因此对于他们的了解仅限于西班牙殖民者。1680年，葡萄牙殖民者抵达并建立科洛尼亚·德尔·萨克拉门托，亦为这一区域内最古老的欧洲定居点。随着欧洲殖民者不断的入侵和屠杀，1833年只剩下最后一名查鲁亚人。